# Midnight to Midnight
Midnight to Midnight è il quinto album in studio del gruppo musicale britannico The Psychedelic Furs, pubblicato nel 1987.

## Tracce
1. Heartbreak Beat – 5:10
2. Shock – 5:05
3. Shadow in My Heart – 4:07
4. Angels Don't Cry – 5:07
5. Midnight to Midnight – 4:30
6. One More Word – 5:17
7. All of the Law – 4:46
8. Torture – 3:50
9. No Release – 4:52
10. Pretty in Pink (1986 version) – 4:12

## Formazione
- Richard Butler – voce
- John Ashton – chitarra
- Tim Butler – basso
- Paul Garisto – batteria
- Mars Williams - sassofono, chitarra
- Jon Carin - tastiere
- Ed Buller - tastiere addizionale
- Steve Scales - percussioni
- Frank Simms - cori
- Pete Hewlett - cori